# Aphonopelma braunshausenii
Aphonopelma braunshausenii é uma espécie de aranha pertencente à família Theraphosidae (tarântulas).